# Bobby Lee Hurt
Bobby Lee Hurt, (nacido el 06 de diciembre de 1961 en Huntsville, Alabama) es un exjugador de baloncesto estadounidense. Con 2.05 de estatura, su puesto natural en la cancha era el de ala-pívot. 